# Stüssy

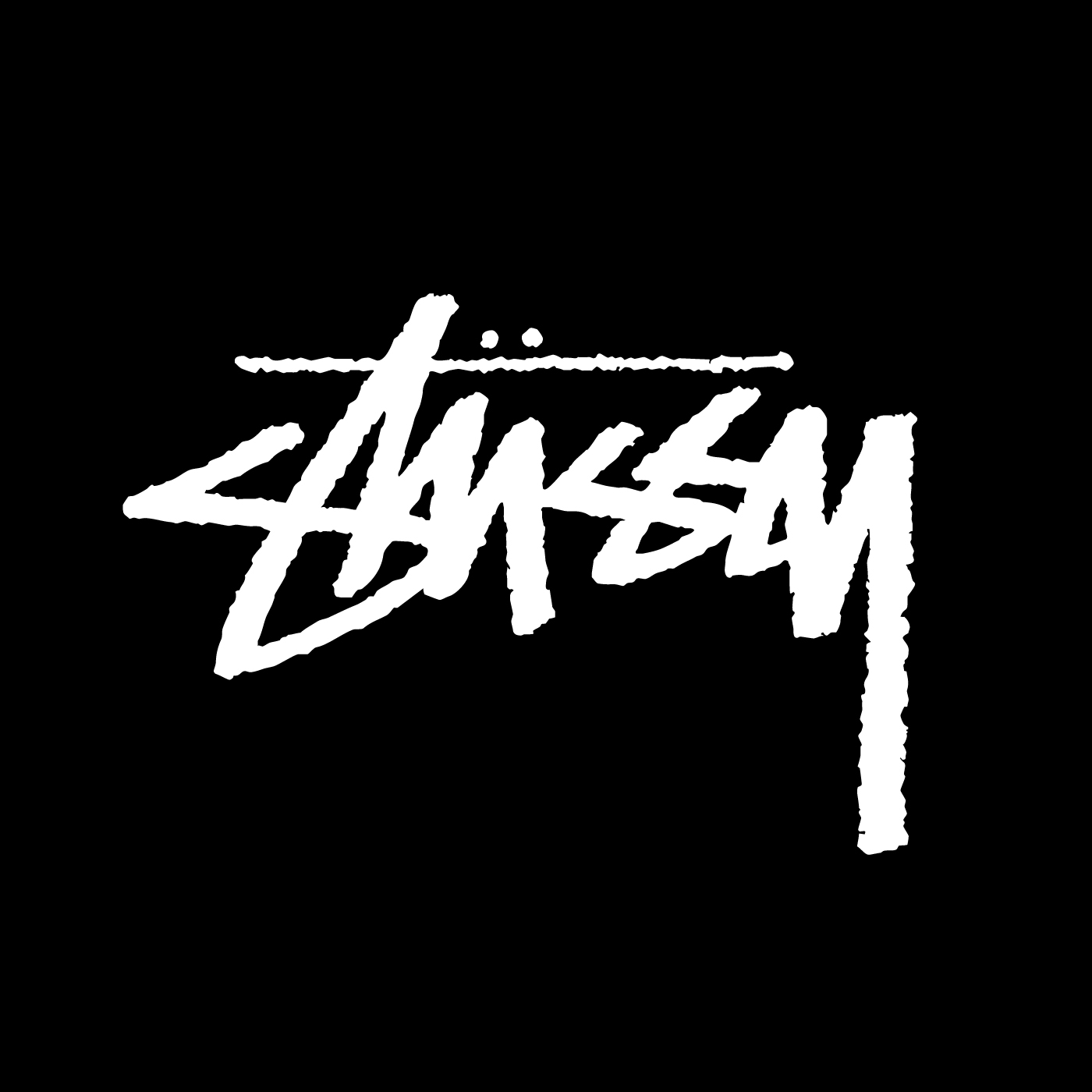
Logo de Stüssy

Stüssy és una marca de roba creada per Shawn Stüssy el 1980. La roba inicialment era un reclam publicitari pel seu negoci de taules de surf, però va haver-hi un moment en què la demanda de les peces de roba sobrepassava la de les taules.

## Història
Shawn Stüssy Va néixer a Califòrnia l'any 1954. D'ençà que era petit es va sentir atret pel surf, i aviat es va començar a fer un nom en aquest món. Això el va impulsar a dissenyar les seves pròpies taules de surf amb la seva firma, que és un graffiti amb la paraula Stüssy. Amb 24 anys va obrir les portes del seu propi negoci de taules de surf a Laguna Beach. A principis dels 80 va decidir començar a posar el seu logo en samarretes i gorres per promocionar la seva marca. Les demandes per les peces de roba van començar a augmentar i Shawn va decidir començar a vendre només la roba a petites tendes de Laguna Beach; amb això aviat va tenir un èxit molt important. En aquella mateixa època va entrar en acció un amic seu, Frank Sinatra (no relacionat amb el cantant), i li va proposar associar-se amb ell; així al 1984 es crearia la marca Stüssy INK

## Estil
Aquesta marca va néixer amb un enfocament al surfwear a base dels 80, mai no es va caracteritzar per la diversitat en qüestions d'expressió, color i les siluetes desmesurades van conviure creant una expressió experimental. Als 90 ja la gent buscaria estètiques més calmades i que encaixessin amb totes les cultures urbanes que començaven a esclatar a les grans ciutats (reggae, hip-hop, skate i dj’s), per això la seva senzilla firma amb graffiti fos tan buscada. A una altra Stüssy va ser la primera marca a originar gorres amb el seu emblema, allunyant-se de gorres d'estils més esportius. Gràcies al gran increment de la marca, Shawn va començar a viatjar per tot el món i estableix connexions amb James Jebbia de Nova York (fundador de Supreme), Hiroshi Fujiwara a Tòquio i Michael Koppelman a Londres, Stussy va obrir la seva primera botiga en el SoHo de Nova York el 1991. A partir d'aquí les botigues de Stüssy comencen a ser més buscades més fins a arribar a tindre 16 tendes en l'actualitat.

## Col·laboracions

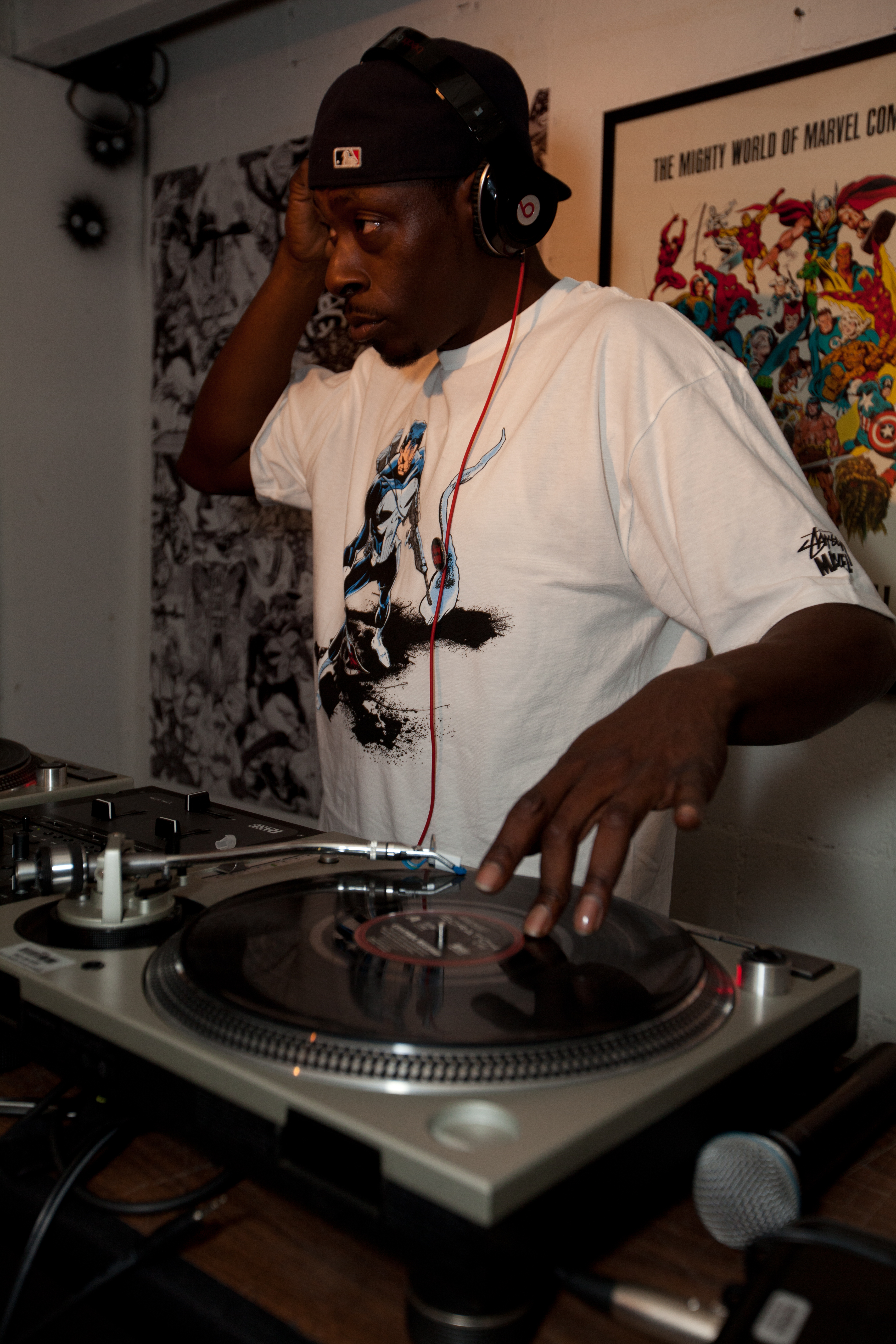
Pete Rock en la festa del llançament de Stüssy amb col·laboració amb Marvel

Stüssy ha tingut moltes col·laboracions per potenciar més la marca al llarg dels anys i aquestes són les següents: 1017 Alyx 9SM, A Tribe Called Quest, A bathing ape (bape), Beentrill, Carhartt, Comme des garçons, Converse, Dickies, Dior, Dr. Martens, Fragment design, Futura, G-shock, Hajime Sorayama, Kiko Kostandinov, Levi's, Marc Jacobs, Martine Rose, Mastermind Japan, Neighborhood, New Balance, Nike, No Vancancy, Our Legacy, Parra, Rick Owens, Sophnet, Supreme, Takahiro Miyashita, Undefeated, Marvel, Vans, Virgil Abloh, Wtaps.